# Ԧ
La Shha con descendiente (Ԧ ԧ; cursiva: Ԧ ԧ) es una letra de la escritura cirílica. Su forma se deriva de la letra shha (Һ һ Һ һ) por la adición de un descendiente a la pierna derecha.
Se utiliza en los alfabetos de los idiomas, sami kildin, tati y juhuri, donde representa la oclusiva glotal /ʔ/.

## Códigos de computación
| Carácter      | ԧ                                            | ԧ                                            |
| ------------- | -------------------------------------------- | -------------------------------------------- |
| Unicode       | LETRA PEQUEÑA CIRÍLICA SHHA CON DESCENDIENTE | LETRA PEQUEÑA CIRÍLICA SHHA CON DESCENDIENTE |
| Codificación  | decimal                                      | hex                                          |
| Unicode       | 1319                                         | U+0527                                       |
| UTF-8         | 212 167                                      | D4 A7                                        |
| Ref. numérica | &#1319;                                      | &#x527;                                      |